# Zentralfriedhof (Gliwice)

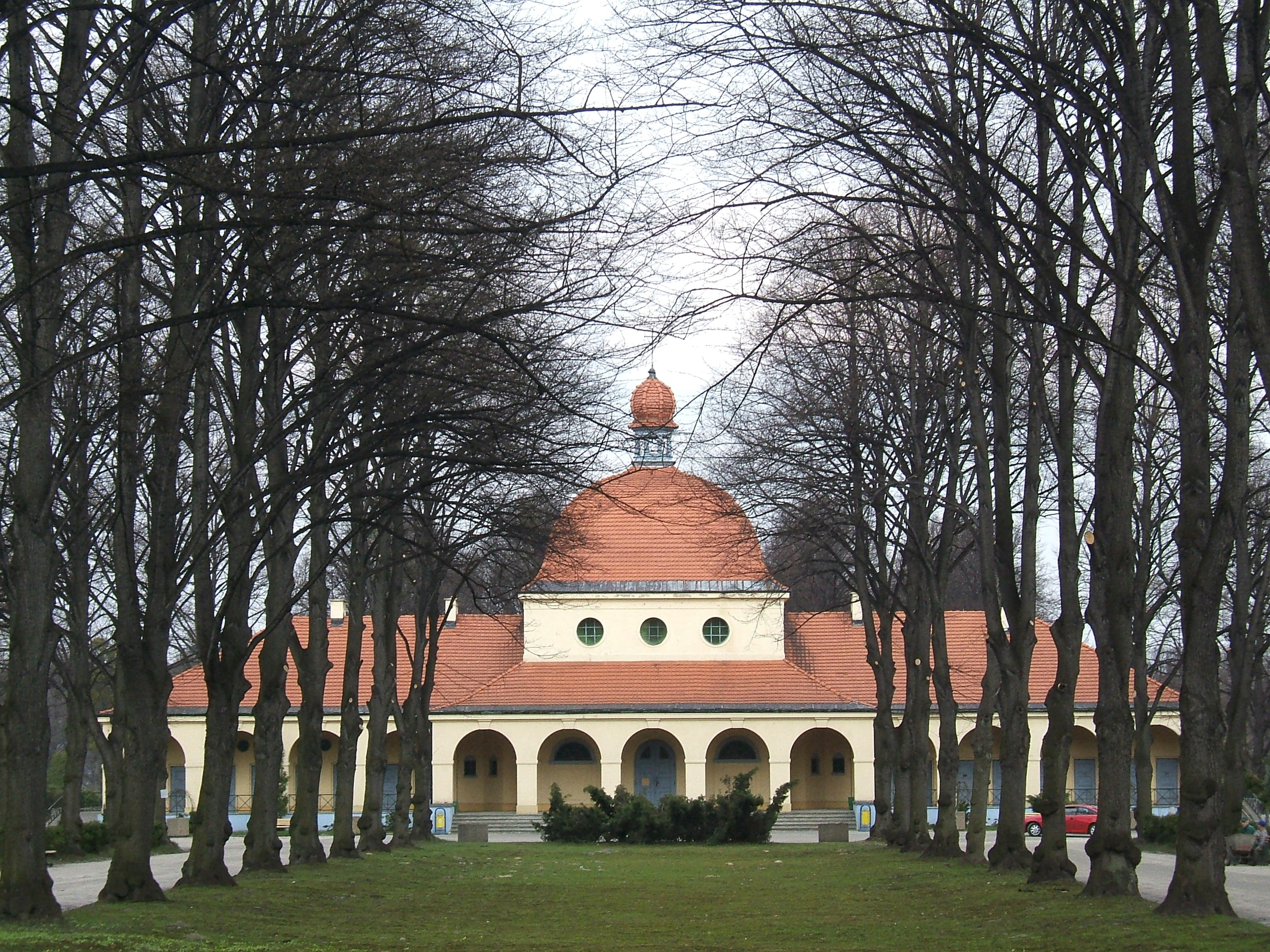
Die Totenhalle

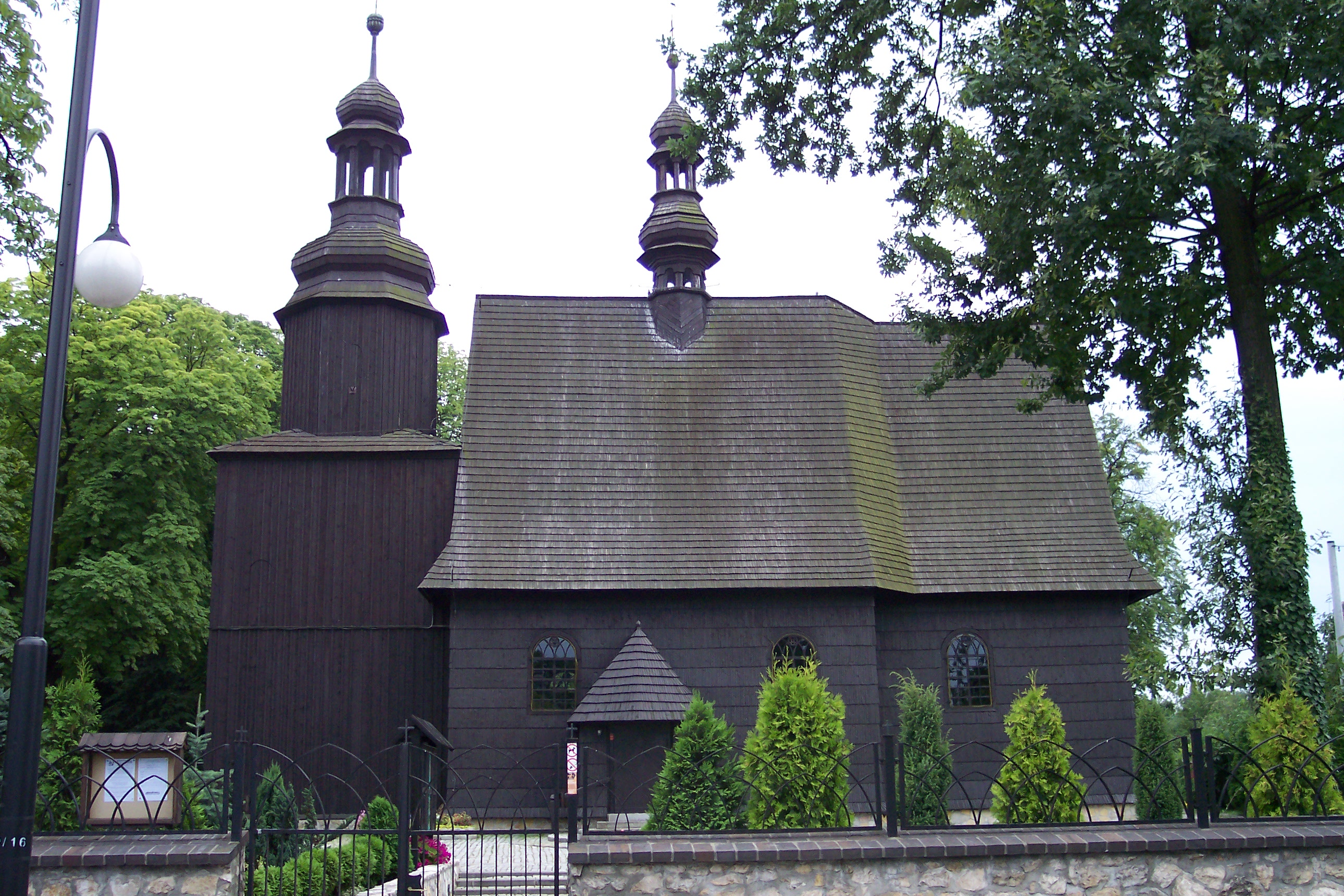
Die Friedhofskirche an ihrem neuen Standort

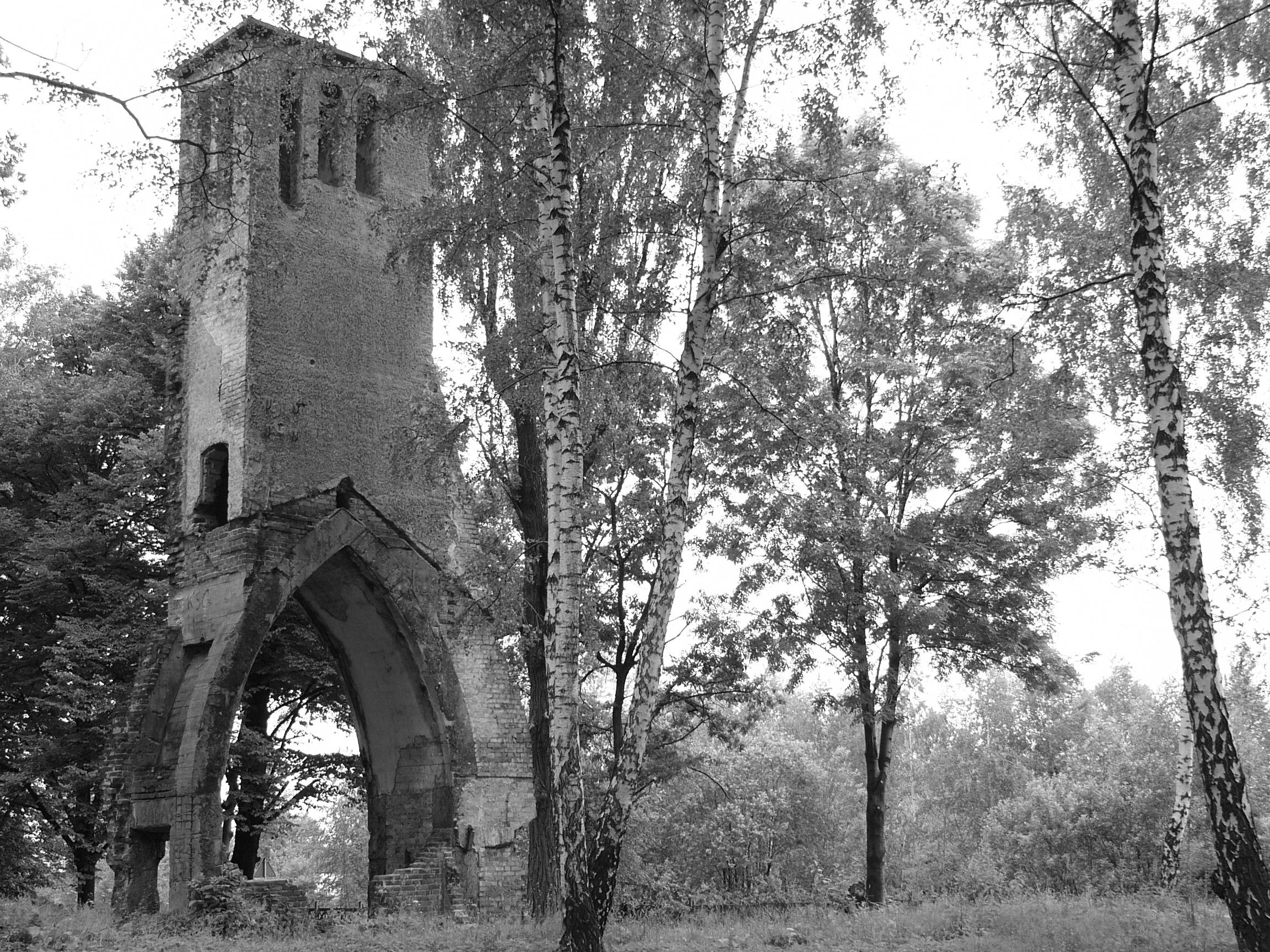
Reste des Krematoriums

Der Zentralfriedhof Gliwice (auch Hauptfriedhof; polnisch: Centralny Cmentarz Komunalny w Gliwicach) ist der größte städtische Begräbnisplatz der polnischen Stadt Gliwice (Gleiwitz). Der Zentralfriedhof befindet sich westlich der Innenstadt in der Nähe des Stadtteils Stare Gliwice (Alt Gleiwitz) und neben der Schweizerei.

## Anlage
Die symmetrische Friedhofsanlage besteht aus vier sich kreuzenden Hauptalleen mit breiten Grünflächen in der Mitte, die sich im Bereich der modernen Totenhalle berühren. Am Ende der nordwestlichen Allee stand die Friedhofskirche. Das 22 Hektar große Gelände in Südwest- und Nordwest-Ausrichtung sollte schon gemäß der Planungsidee auch als Park- und Grünanlage dienen.

## Geschichte
Der Zentralfriedhof an der damaligen Coseler Chaussee ersetzte den alten Friedhof an der Coseler Straße, heute ul. Kozielska. Der erste Spatenstich fand 1920 statt. Angelegt wurde dieser neue Friedhof in den Jahren 1924 und 1927. Entwurf und Realisierung des Zentralfriedhofs entstanden in Zusammenarbeit durch den Gleiwitzer Stadtbaurat Karl Schabik (1882–1945) und dem Gleiwitzer Gartendirektor Richard Riedel (1887–1965). 1924 wurde das Gebäude mit der quadratischen Trauerhalle erbaut. Die Innenräume der Halle waren mit zehn Bildern des Kunstmalers Erich Gottschlich geschmückt, die eine Folge verschiedener Totentänze darstellen, u. a. das Bild „Tod und Bergmann“ und das Bild „Tod und Krieger“. Zudem findet sich auf dem Friedhof das von Hanns Breitenbach gestaltete Antoniusbrünnlein.
1925 wurde die Schrotholzkirche aus dem Dorf Zembowitz auf den Zentralfriedhof transloziert und hier ab 1926 als Friedhofskirche genutzt. In den 1930er Jahren wurde im hinteren Bereich des Friedhofs ein Krematorium errichtet und in der Nordspitze des Friedhofs die Autobahn A4 gebaut. Das Krematorium wurde nur wenige Jahre genutzt. Nach 1945 wurden viele Gräber und Denkmale zerstört. In den 1990er Jahren wurde die Friedhofskirche abgebaut und an einem neuen Standort auf dem Friedhof an der ul. Kozielska wieder aufgebaut.

## Krematorium
Das in Gleiwitz errichtete Krematorium war das erste in ganz Oberschlesien und das 125. in Deutschland. Das Bauwerk wurde im Auftrag der Stadt Gleiwitz errichtet durch den Stadtbaumeister Sattler und seinem Mitarbeiter, dem Architekten Heinemann. Die bautechnische Leitung übernahm der Bauführer Sallmann. Die Einweihung des Krematoriums fand am Sonntag, den 3. Juli 1938 statt. Die Rückwand der Aufbewahrungsnische in der Halle des Krematoriums wurde durch den Bildhauer Hanns Breitenbach (1890–1945) gestaltet. Die farbigen Fenster des Krematoriums wurden durch die Münchener Firma F. Mayer geschaffen.
Die Feuerbestattungsanlage wurde durch die Berliner Didier-Werke AG erbaut, die auch einen Sitz in Gleiwitz hatte. Für die Idee einer Feuerbestattung wurde bereits 1903 der Oberschlesische Feuerbestattungsverein gegründet, der sich bis in die 1930er für den Bau eines Krematoriums einsetzte.